# Nezak
Nezak (auch Nizak, der Name auf Münzen war zuvor als Napki gelesen worden) war der Name einer lokalen spätantiken Dynastie, die im heutigen Afghanistan regierte. Ihre Hauptstadt war Kapisa. Der Name ist auf Silbermünzen belegt. Schriftliche Quellen berichten ebenfalls über die Nezak, wobei eine Passage im chinesischen Text Sui Shu (wo die Krone der Könige von Kabul beschrieben wird) als Grundlage dafür dient, die Nezak mit den in chinesischen Quellen erwähnten Nisai gleichzusetzen.
Sie gelten als eine Gruppe der sogenannten iranischen Hunnen aus dem spätantiken Zentralasien, die aber sehr wahrscheinlich in keiner direkten Beziehung zu den Hunnen in Europa stand. Der Begriff der iranischen Hunnen geht auf die numismatischen Forschungen Robert Göbls zurück. Göbl ging (aufgrund der Auswertung der Münzprägungen) von vier Gruppen aus: Die Kidariten, die Alchon-Gruppe, die Nezak-Gruppe und schließlich die Hephthaliten.
Die Nezak sind frühestens für das späte 5. Jahrhundert belegt, ihre eigentliche Machtentfaltung geschah aber wohl erst im späten 6. Jahrhundert nach dem Zusammenbruch der Hephthalitenherrschaft. Teils wird in der Forschung angenommen, dass aus Indien zurückkehrende Gruppen der Alchon auf die Nezak gestoßen sind. Dafür sprechen zumindest Alchon-Nezak-Mischprägungen von späteren Münzen.
Im frühen 7. Jahrhundert beherrschten die Nezak gesichert Teile Gandharas, ihre Herrschaft scheint im späten 7. Jahrhundert untergegangen zu sein; ihr letzter bekannter Herrscher trug den Namen Ghar-ilchi (bzw. Hejiezhi) und scheint bis 661 regiert zu haben. Die Nachfolge der Nezak trat eine türkische Dynastie an, die als Kabul-Schahis oder Turk-Schahis bekannt ist.
Der chinesische Reisende Xuanzang, der in ihrer Hauptstadt weilte, berichtete, dass die Herrscher zu einer Familie von chali oder kṣatriyas gehörte, was auf einen hinduistischen Hintergrund deutet. Andererseits bezog sich die Nezak-Dynastie auf den Herrscher Khingila, der von einigen Forschern (so zuletzt von Frantz Grenet) zu den Hephthaliten gezählt wird, allerdings der gängigen Lehrmeinung zufolge zur Alchon-Gruppe gehörte.
Die Münzprägungen sind von bemerkenswerter Qualität. Während die Alchon-Gruppe oftmals sasanidische Prägungen kopierte, sind die Nezak-Münzen zwar daran angelehnt, aber doch recht individueller Natur (oftmals mit einer Rinderkopfkrone und einer Inschrift in Pahlevi). Das Münzmotiv der geflügelten Stierkopfkrone entstand wohl im späten 5. Jahrhundert; die sogenannten S- und A-Gruppen der Nezak-Münzprägung hören im späten 6. Jahrhundert auf. Sogenannte westtürkische Münzprägungen des späten 7./frühen 8. Jahrhunderts lehnen sich an Nezak-Prägungen an.